# Neptunes de Nantes Volley-ball
Actualités
Dernière mise à jour : 01 avril 2024.
Les Neptunes de Nantes Volley-ball (anciennement Volley-Ball Nantes) sont un club français de volley-ball féminin basé à Nantes en Loire-Atlantique. Fondé en 1968, il évolue actuellement au 1er niveau national, en Ligue AF.
Le club est présidé par Monique Bernard depuis 2006 et entraîné par César Hernández depuis 2023. Il réside dans la salle de Mangin-Beaulieu.

## Histoire
La section volley-ball de l'Association sportive Saint-Joseph Nantes est créée en 1968 dans le quartier de Saint-Joseph de Porterie. En 1982, l'AS Saint-Joseph accède à la Nationale 1 (1er division de l'époque). En juin 2009, les équipes premières féminine de Volley-Ball Nantes Atlantique et du CS Léo Lagrange Nantes Volley-Ball se regroupent pour créer l'Union de Groupements Sportifs Élite Nantes Volley Féminin, ces deux équipes ayant terminé respectivement 4e et 13e de la poule de Nationale 1. L'année suivante, le Nantes Volley Féminin termine vice-championne de France de Nationale 1F et accède à la Ligue AF. En mai 2013, le groupement prend fin et le Nantes Volley Féminin intègre le VBNA. Le club change de nom et devient le Volley-Ball Nantes.

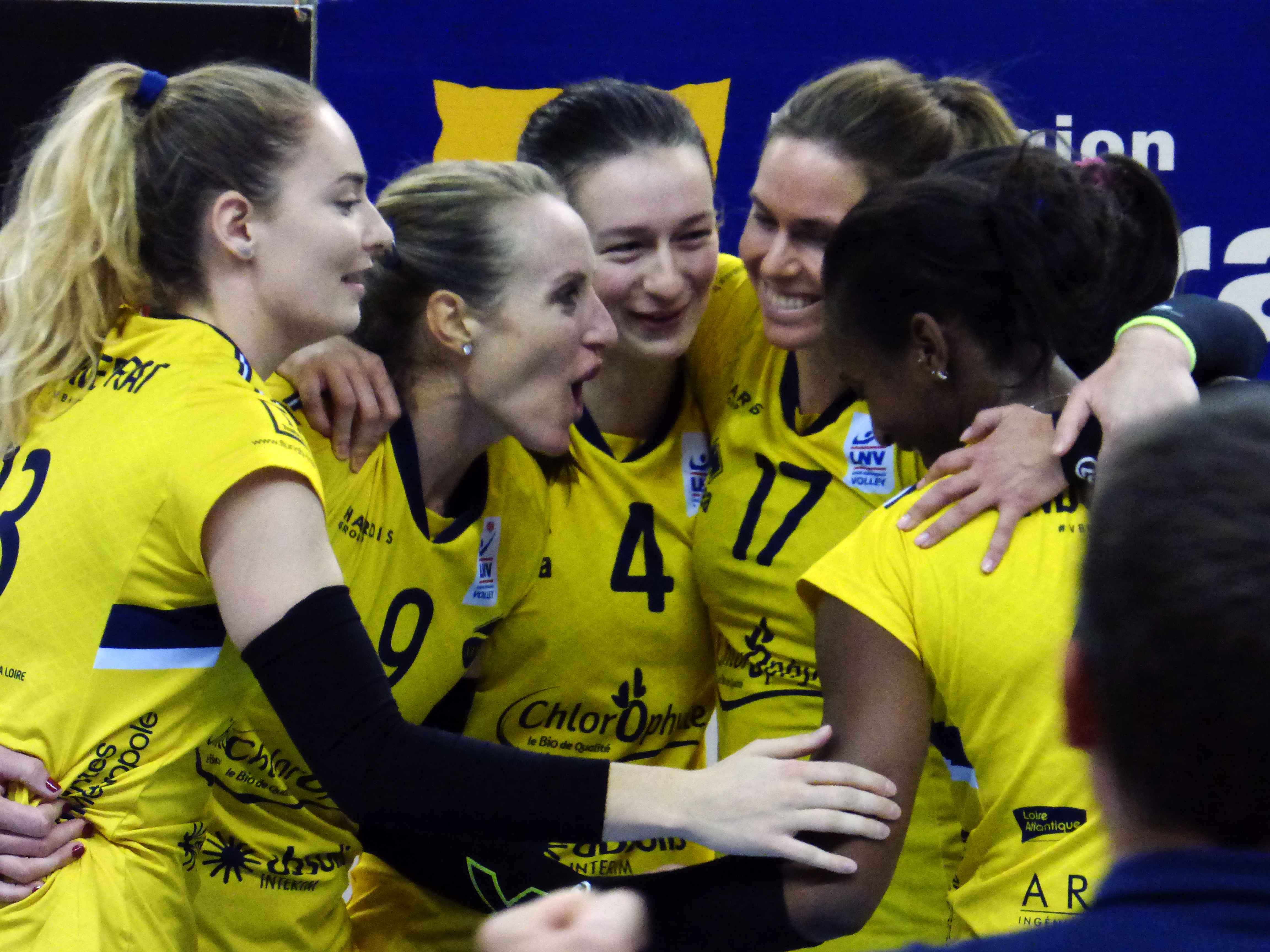
Vandoeuvre Nancy - VB Nantes (saison 2017-2018, Ligue AF).

Le 8 juin 2022, le club change de dénomination et devient les Neptunes de Nantes Volley-ball, rejoignant le projet de l'équipe féminine professionnelle de handball pour créer le premier club féminin omnisports indoor, représentant un modèle unique en Europe pour le sport féminin,.
Lors de la saison 2023-2024, le club parvient à se hisser jusqu'en finale de la Challenge Cup (C3). Les Nantaises s'inclinent par deux fois face à la formation italienne d'AGIL Novare (0-3 ; 1-3). Le match retour se dispute dans la salle de la Trocardière à Rezé devant 4 726 spectateurs. Un mois plus tard, Nantes remporte sa première Coupe de France après un net succès en 3 sets (25-19, 25-18, 25-20) lors de la finale — disputée à la halle Carpentier à Paris — face à Mulhouse, représentant le premier trophée dans l'histoire du club. À l'issue de la saison de Ligue AF, le club s'incline en finale des play-offs face au Levallois Paris SC (0-3, 1-3), après avoir terminé à la première place de la saison régulière.
Les Neptunes perdent une deuxième finale de play-offs consécutive face aux Parisiennes lors de l'exercice 2024-2025.

## Résultats sportifs

### Palmarès
| Compétitions nationales | Compétitions internationales                                     |
| --- | ---------------------------------------------------------------- |
| - Championnat de France : - Finaliste en 2014, 2019, 2024, 2025. - Coupe de France (1) : - Vainqueur en 2024. - Finaliste en 2014, 2016, 2019, 2025. - Supercoupe de France (1) : - Vainqueur en 2024. - Championnat de France Élite : - Finaliste en 2010. | - Challenge Cup : - Finaliste en 2024. - Demi-finaliste en 2018. |

### Bilan saison par saison
| Saison    | Nom du club                        | Championnat | Championnat                                                      | Championnat                                                      | Coupe de France | Ligue des champions | Coupe de la CEV | Challenge Cup |
| Saison    | Nom du club                        | Division    | Saison régulière                                                 | Phase finale                                                     | Coupe de France | Ligue des champions | Coupe de la CEV | Challenge Cup |
| --------- | ---------------------------------- | ----------- | ---------------------------------------------------------------- | ---------------------------------------------------------------- | --------------- | ------------------- | --------------- | ------------- |
| 1999-2000 | St-Joseph Volley Nantes Atlantique | Nationale 2 | 6e poule A                                                       | N/A                                                              | N/A             | N/A                 | N/A             | N/A           |
| 2000-2001 | St-Joseph Volley Nantes Atlantique | Nationale 2 | 8e poule A                                                       | N/A                                                              | N/A             | N/A                 | N/A             | N/A           |
| 2001-2002 | St-Joseph Volley Nantes Atlantique | Nationale 2 | 4e poule A                                                       | N/A                                                              | N/A             | N/A                 | N/A             | N/A           |
| 2002-2003 | St-Joseph Volley Nantes Atlantique | Nationale 2 | 1er poule A                                                      | Finaliste                                                        | N/A             | N/A                 | N/A             | N/A           |
| 2003-2004 | St-Joseph Volley Nantes Atlantique | Nationale 1 | 5e poule A                                                       | 4e play-downs (13e)                                              | N/A             | N/A                 | N/A             | N/A           |
| 2004-2005 | St-Joseph Volley Nantes Atlantique | Nationale 1 | 5e poule A                                                       | 5e play-downs (14e)                                              | N/A             | N/A                 | N/A             | N/A           |
| 2005-2006 | St-Joseph Volley Nantes Atlantique | Nationale 1 | 3e poule A                                                       | N/A                                                              | N/A             | N/A                 | N/A             | N/A           |
| 2006-2007 | Volley-Ball Nantes Atlantique      | Nationale 1 | 10e                                                              | N/A                                                              | N/A             | N/A                 | N/A             | N/A           |
| 2007-2008 | Volley-Ball Nantes Atlantique      | Nationale 1 | 8e                                                               | N/A                                                              | N/A             | N/A                 | N/A             | N/A           |
| 2008-2009 | Volley-Ball Nantes Atlantique      | Nationale 1 | 4e                                                               | N/A                                                              | 1/8             | N/A                 | N/A             | N/A           |
| 2009-2010 | UGSE Nantes Volley Féminin         | Nationale 1 | 1er poule A                                                      | Finaliste                                                        | N/A             | N/A                 | N/A             | N/A           |
| 2010-2011 | UGSE Nantes Volley Féminin         | Ligue AF    | 9e                                                               | N/A                                                              | 1/8             | N/A                 | N/A             | N/A           |
| 2011-2012 | UGSE Nantes Volley Féminin         | Ligue AF    | 9e                                                               | N/A                                                              | 1/8             | N/A                 | N/A             | N/A           |
| 2012-2013 | UGSE Nantes Volley Féminin         | Ligue AF    | 10e                                                              | N/A                                                              | 1/2             | N/A                 | N/A             | N/A           |
| 2013-2014 | Volley-Ball Nantes                 | Ligue AF    | 3e                                                               | Finaliste                                                        | Finaliste       | N/A                 | N/A             | N/A           |
| 2014-2015 | Volley-Ball Nantes                 | Ligue AF    | 4e                                                               | 1/4                                                              | 1/2             | 3e groupe B         | 1/4             | N/A           |
| 2015-2016 | Volley-Ball Nantes                 | Ligue AF    | 8e                                                               | 1/4                                                              | Finaliste       | N/A                 | 1/16            | 1/8           |
| 2016-2017 | Volley-Ball Nantes                 | Ligue AF    | 4e                                                               | 1/4                                                              | 1/4             | N/A                 | N/A             | N/A           |
| 2017-2018 | Volley-Ball Nantes                 | Ligue AF    | 8e                                                               | 1/4                                                              | 1/4             | N/A                 | N/A             | 1/2           |
| 2018-2019 | Volley-Ball Nantes                 | Ligue AF    | 4e                                                               | Finaliste                                                        | Finaliste       | N/A                 | N/A             | N/A           |
| 2019-2020 | Volley-Ball Nantes                 | Ligue AF    | Annulé en raison du Covid-19 (2e en s. r. ; pas de phase finale) | Annulé en raison du Covid-19 (2e en s. r. ; pas de phase finale) | 1/8             | 2e groupe D         | N/A             | N/A           |
| 2020-2021 | Volley-Ball Nantes                 | Ligue AF    | 3e                                                               | N/A                                                              | 1/4             | 3e groupe B         | N/A             | N/A           |
| 2021-2022 | Volley-Ball Nantes                 | Ligue AF    | 5e                                                               | 1/4                                                              | 1/8             | N/A                 | 1/16            | N/A           |
| 2022-2023 | Neptunes de Nantes Volley-ball     | Ligue AF    | 5e                                                               | 1/4                                                              | 1/2             | N/A                 | N/A             | 1/16          |
| 2023-2024 | Neptunes de Nantes Volley-ball     | Ligue AF    | 1er                                                              | Finaliste                                                        | Vainqueur       | N/A                 | N/A             | Finaliste     |
| 2024-2025 | Neptunes de Nantes Volley-ball     | Ligue AF    | 3e                                                               | Finaliste                                                        | Finaliste       | 4e groupe D         | N/A             | N/A           |

## Effectifs

### Saison 2024-2025
| No                                      | Nom                                     | Date de naissance                       | Taille                         | Poids                          | Poste                          |
| --------------------------------------- | --------------------------------------- | --------------------------------------- | ------------------------------ | ------------------------------ | ------------------------------ |
| 1                                       | Marie Jund                              | 4 avril 2005                            | 181                            | N/C                            | Réceptionneuse-attaquante      |
| 2                                       | Ana Davaï                               | 13 juillet 2006                         | 179                            | N/C                            | Réceptionneuse-attaquante      |
| 3                                       | Amandine Giardino                       | 30 mars 1995                            | 172                            | 65                             | Libero                         |
| 4                                       | Haylie Bennett                          | 2 mai 1996                              | 186                            | 73                             | Attaquante                     |
| 5                                       | Laura Jansen                            | 18 janvier 2001                         | 183                            | 65                             | Réceptionneuse-attaquante      |
| 6                                       | Lilou Mossan                            | 10 septembre 2003                       | 180                            | N/C                            | Passeuse                       |
| 7                                       | Ella Powell                             | 19 juillet 2000                         | 183                            | 66                             | Passeuse                       |
| 8                                       | Léïa Ratahiry                           | 27 septembre 2002                       | 177                            | 68                             | Réceptionneuse-attaquante      |
| 10                                      | Stella Vidaller                         | 2 octobre 2002                          | 161                            | 50                             | Libero                         |
| 11                                      | Léna Chameaux                           | 5 mai 1997                              | 177                            | N/C                            | Passeuse                       |
| 12                                      | Halimatou Bah                           | 21 décembre 2003                        | 187                            | 68                             | Réceptionneuse-attaquante      |
| 13                                      | Nora Legrand                            | 7 février 2005                          | 181                            | N/C                            | Centrale                       |
| 15                                      | Jessica Robinson                        | 8 mai 2001                              | 188                            | N/C                            | Centrale                       |
| 16                                      | Jelena Delić                            | 17 juillet 2000                         | 190                            | N/C                            | Centrale                       |
| 18                                      | Julia Nilsson (sv)                      | 2 mai 1997                              | 191                            | 70                             | Centrale                       |
| 21                                      | Mariana Brambilla (en)1                 | 19 mars 2000                            | 181                            | 60                             | Réceptionneuse-attaquante      |
|                                         |                                         |                                         |                                |                                |                                |
| Encadrement technique                   | Encadrement technique                   |                                         | Légende                        | Légende                        | Légende                        |
| Entraîneur : César Hernández            | Entraîneur : César Hernández            | Entraîneur : César Hernández            | : Capitaine                    | : Capitaine                    | : Capitaine                    |
| Entraîneur(s) adjoint(s) : Marius Clerc | Entraîneur(s) adjoint(s) : Marius Clerc | Entraîneur(s) adjoint(s) : Marius Clerc | : Joueuse blessée actuellement | : Joueuse blessée actuellement | : Joueuse blessée actuellement |

1 joueuse ayant quitté le club le 15 janvier 2025.

## Personnalités historiques du club

### Présidents
- Monique Bernard (2006-)[10]

### Entraîneurs
- Michel Genson (2008-2012)
- Sylvain Quinquis (2012-2018)
- Cyril Ong (2018- mars 2023)[11]
- Sylvain Quinquis (mars 2023-2023) (intérim)
- César Hernández (2023-2025)
- Lauren Bertolacci (en) (2025-)

### Joueuses notables
- Nathalie Dambendzet (2009-2010)
- Fernanda Ferreira (2015-2016)
- Sanja Gommans (2020-2023)
- Berit Kauffeldt (2017-2018)
- Kanami Tashiro (2021-2023)
- Ana Tiemi (2016-2018)
- Els Vandesteene (2013-2018)

## Identité du club

### Historique du logo

Logo de 2009 à 2013.
Logo de 2013 à 2022.
Logo depuis 2022.